# 埃库尔圣康坦
埃库尔圣康坦（法語：Écourt-Saint-Quentin，法語發音：[ekuʁ sɛ̃ kɑ̃tɛ̃]）是法国上法兰西大区加来海峡省的一个市镇，位于该省东部，属于阿拉斯区。

## 地理
埃库尔圣康坦（50°15'2"N, 3°4'16"E）面积9.49 平方千米，位于法国上法蘭西大區加来海峡省，该省份为法国北部沿海省份，西北濒北海，南至索姆省，东临北部省。
与埃库尔圣康坦接壤的市镇（或旧市镇、城区）包括：阿梅勒、瓦西勒韦尔热、帕吕埃勒、雷库尔、吕莫库尔、索德蒙、阿尔勒、莱克吕斯。
埃库尔圣康坦的时区为UTC+01:00、UTC+02:00（夏令时）。

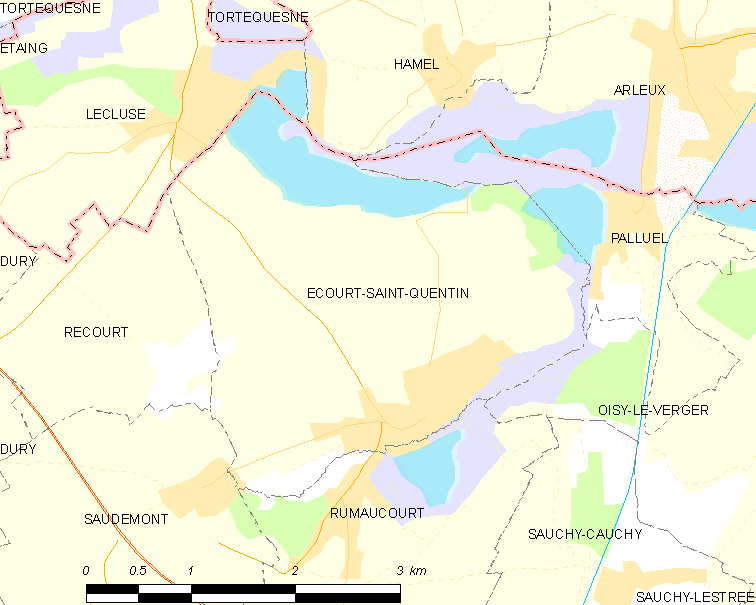
埃库尔圣康坦的OSM定位图

## 行政
埃库尔圣康坦的邮政编码为62860，INSEE市镇编码为62284。

## 政治
埃库尔圣康坦所属的省级选区为巴波姆县。

## 人口

1962-2008年间埃库尔圣康坦人口变化图示

埃库尔圣康坦于2022年1月1日时的人口数量为1692人。